# Vito De Grisantis
Vito De Grisantis (ur. 20 sierpnia 1941 w Lecce, zm. 1 kwietnia 2010 w Tricase) – włoski duchowny katolicki, biskup diecezji Ugento-Santa Maria di Leuca w latach 2000-2010.

## Życiorys
Ukończył studia filozoficzno-teologiczne w seminarium w Molfetcie. Uzyskał stopień doktora ze specjalności "teologia małżeństwa i rodziny" na Papieskim Uniwersytecie Laterańskim.
Święcenia kapłańskie przyjął 27 czerwca 1965 i został inkardynowany do archidiecezji Lecce. Był m.in. dyrektorem diecezjalnego Biura Duszpasterstwa Rodzinnego (1989-2000) i wikariuszem biskupim ds. laikatu (1996-2000). W 1993 otrzymał tytuł Kapelana Jego Świątobliwości.

### Episkopat
13 maja 2000 został mianowany przez papieża Jana Pawła II biskupem diecezji Ugento-Santa Maria di Leuca. Sakry biskupiej udzielił mu 26 czerwca tegoż roku ówczesny arcybiskup Palermo, kard. Salvatore De Giorgi. 29 lipca 2000 objął rządy w diecezji.
Zmarł w szpitalu w Tricase 1 kwietnia 2010. Został pochowany na cmentarzu w Lecce.